# Dysphania pseudomultiflora
Dysphania pseudomultiflora är en amarantväxtart som först beskrevs av Josef Murr, och fick sitt nu gällande namn av Verloove och Jacques Ernest Joseph Lambinon. Dysphania pseudomultiflora ingår i släktet doftmållor, och familjen amarantväxter. Inga underarter finns listade i Catalogue of Life.